# Cheloide
Il cheloide è una crescita anormale di tessuto fibrotico, un tumore cutaneo benigno puramente fibrocitario, di aspetto cicatriziale, che fa generalmente seguito ad un trauma o una irritazione che non si attenua con il trascorrere del tempo.
La formazione di un cheloide è più comune nel corso della adolescenza e nella gravidanza. In alcune culture questa forma di guarigione delle ferite viene sfruttata per creare dei disegni decorativi, in modo paragonabile ai tatuaggi.

## Prevenzione
Misure primarie di prevenzione che consentono di ridurre la probabilità di sviluppare cheloidi, consistono nell'evitare ogni tipo di chirurgia elettiva o la pratica del body piercing, in particolare nei pazienti ad elevato rischio.
Inoltre, ogni qual volta sia possibile, è bene che ogni atto chirurgico ritenuto non rinviabile avvenga per via laparoscopica.
Nel caso di ustioni di pazienti ad alto rischio,  medicazioni di tipo compressivo possono risultare utili.

Infine l'iniezione locale postoperatoria di steroidi in pazienti ad alto rischio ha dimostrato di essere efficace.

## Epidemiologia
La frequenza dei cheloidi è sostanzialmente sovrapponibile nel sesso maschile e femminile.
La prevalenza del disturbo è più elevata (4-16%) nella popolazione nera ed amerinda rispetto ai caucasici.

## Fattori di rischio
- Storia familiare di cheloidi
- Pigmentazione scura della pelle
- Particolari regioni cutanee del corpo: regione deltoidea, tronco, lobi delle orecchie[1][2][3] ed altre.
- Gravidanza
- Adolescenza

## Genetica
Il disturbo è decisamente più comune nei soggetti dalla pelle molto scura e nei soggetti asiatici (con una frequenza da 5 a 15 volte più elevata rispetto ai soggetti occidentali con pelle chiara).

È nota una ereditarietà familiare ed un modello di ereditarietà prevalentemente autosomico dominante.
Diversi geni sono stati implicati nell'eziologia della malattia cheloide, ma fino ad oggi nessuna singola mutazione di un gene è stata riconosciuta come responsabile.

## Eziologia
- Ferite: traumatiche, chirurgiche, piercing,[3] vaccinazioni
- Ustioni
- Altri traumi minori
  - Punture di insetto
  - Follicoliti della barba e della regione nucale
  - Acne[7][8][9]
  - Altre lesioni infiammatorie

Le regioni corporee cervicali e toraciche superiori sono quelle di predilezione per l'insorgenza di questo tipo di cheloidi.
Nella formazione e nello sviluppo di un cheloide, intervengono vari fattori:
- Alterazione dell'equilibrio apoptotico-proliferativo delle varie specie cellulari coinvolte nel processo di cicatrizzazione
- Persistenza di fibroblasti con iperproduzione di collagene
- Iperproduzione di citochine e fattori di crescita (in particolare VEGF)

In letteratura sono inoltre segnalati casi di cheloidi spontanee multiple (più frequenti in soggetti di etnia nera) che si manifestano soprattutto nelle regioni cervico-toraciche.

Tali tipi di cheolidi possono talvolta essere molto invalidanti ed evolvere in quella che è chiamata la malattia cheloidea.

## Sintomatologia
Il cheloide si presenta solitamente come una abnorme cicatrice, molto antiestetica, rilevata, a superficie liscia e lucida spesso solcata da teleangectasie di colore rosso-violaceo.

In genere è completamente asintomatico. Talvolta il cheloide può provocare lieve prurito locale.

Pur non essendo una patologia grave ma prevalentemente un inestetismo (ad eccezione dei casi in cui determina limitazione funzionale locale per indurimento ed anelasticità del tessuto), il cheloide è estremamente difficile da trattare.
Dal punto di vista psicologico il cheloide può determinare spiacevoli ripercussioni: il continuo bisogno di giustificazioni, il senso di inadeguatezza, il disagio e a volte la vergogna del portatore.

## Diagnosi
La diagnosi è prevalentemente clinica e si basa su una storia (quando presente) di dolore, iperestesia e occasionale prurito delle lesioni cutanee.

L'esame obiettivo mette in evidenza una cicatrice elevata, liscia, con margini ben demarcati, che si estende ben oltre i margini della ferita iniziale.

Inizialmente la cicatrice può apparire pallida o leggermente eritematosa. Sono talvolta identificabili vecchie lesioni ipo od iperpigmentate.

Nel corso degli anni il cheloide può continuare a crescere e si possono sviluppare proiezioni ed estroflessioni simili ad artigli.

### Procedure diagnostiche
Una biopsia è utile solo se il medico vuole essere in grado di effettuare una diagnosi differenziale con un carcinoma cutaneo o una malattia infettiva. La biopsia infatti espone al rischio di aumentare le dimensioni del cheloide. Se possibile è meglio ricorrere a delle pinze per biopsia da 2 mm, al fine di ridurre al minimo il trauma.

### Diagnosi differenziale
- Cicatrice ipertrofica (di solito regredisce spontaneamente e non oltrepassa i margini della ferita)
- Dermatofibroma
- Carcinoma basocellulare infiltrante
- Neoplasie metastatiche sclerosanti
- Sarcoidosi
- Lebbra (nodulare tipo LL)
- Altre malattie della pelle (neurofibromatosi, leishmaniosi cutanea post-kala-azar)

## Terapia
Con l'asportazione il cheloide tende quasi sempre a recidivare in forma più grave dopo ogni tentativo di trattamento. Prima di prendere in considerazione l'asportazione chirurgica dunque, è possibile valutare altre opzioni terapeutiche. Le infiltrazioni cortisoniche intralesionali possono provocare atrofia del cheloide e spesso si dimostrano la terapia più efficace. La crioterapia seguita dalla compressione locale sembra essere utile in particolare per cheloidi di dimensioni ridotte. Recentemente sono stati osservati promettenti risultati con l'utilizzo post-operatorio di radioterapia e mediante laserterapia.

## Altre terapie
Ci sono vari mezzi per migliorare la pelle cicatriziale:
- fare fisioterapia per migliorare la mobilità articolare;
- fare massaggi per rendere la pelle più elastica e morbida;
- portare la guaina che è un tessuto elastico che comprime i cheloidi per non farli crescere e tenerli più morbidi possibile;
- utilizzare splint anche di notte, per non perdere il lavoro fatto di giorno per migliorare le articolazioni.

Il cheloide è una superficie di pelle ampia che si rimargina in modo disorganizzato.
La nostra pelle è come un tessuto elastico, una rete elastica. Per salvarla il corpo chiude la ferita o la parte ustionata senza un ordine, di conseguenza rimane un tessuto non elastico.
Anche dopo molti anni dalla guarigione certe parti di cheloide possono crescere, ma questo è un fattore individuale.
Proprio per questo, dopo che si è guariti si utilizzano le guaine. Sono tessuti elastici che comprimono la pelle per contenerla. Un'altra cosa da fare è praticare molti massaggi sulla cicatrice per renderla più morbida ed elastica con creme a base di Vitamina E. Esistono operazioni atte a migliorare l'estetica del corpo, ma sono meno importanti delle operazioni per il movimento. Esiste la plastica a zeta, la quale è un'operazione semplice, ma permette ai legamenti di tornare funzionali quasi al 100%. Per praticare la plastica a zeta, bisogna avere pelle buona vicino al cheloide. Vuol dire tagliare il cordone (cheloide in vicinanza ad un legamento che non permette il movimento perfetto) e ruotarlo di 90°, cosicché nel mezzo del cordone ci sia delle pelle buona ed elastica per migliorare il movimento della superficie colpita.
Esistono degli "espansori" che permettono alla pelle di espandersi (aumentare).
Il principio è lo stesso, ma la pelle non è la stessa ed è meno elastica. È una sorta di palloncino messo sottopelle a forma di fisarmonica che viene riempito con del liquido (alcune volte colorato) attraverso una valvola esterna o interna, che pian piano cresce. La pelle in più viene girata e inserita nel luogo interessato. O in altri casi si stacca il pezzo con il derma e lo si mette nella parte interessata dall'operazione. Ma in questo caso il corpo farà più fatica a tenere vitale il derma.
Un metodo abbastanza nuovo consiste nel mettere del grasso sotto al cheloide per ammorbidire la parte.
Il cheloide non è soggetto a crescita, e di conseguenza quando ci si ustiona da piccoli bisogna fare delle nuove operazioni per liberare gli arti.
Una regola importante per chi ha subito gravi ustioni è prendere meno sole di altri, in quanto il cheloide non traspira come la pelle normale poiché non ha pori, e di conseguenza, oltre a macchiarsi nei primi periodi, si riscalda più velocemente e non viene raffreddato con il sudore.